# Mostyszcze (obwód iwanofrankiwski)
Mostyszcze (ukr. Мостище, Mostyszcze, do 1946 Mościsko) – wieś na Ukrainie w rejonie tłumackim obwodu iwanofrankiwskiego.